# 프란 곤살레스
프란시스코 하비에르 곤살레스 페레스(스페인어: Francisco Javier González Pérez fɾanˈθisko ˈxaβjeɾ ɣonˈθaleθ ˈpeɾeθ[*], 갈리시아 지방 카레이라 ~)는 흔히 프란(스페인어: Fran fɾan[*])으로 알려진 스페인의 전 축구 선수이다.
그는 현역 시절 전부를 데포르티보에서 보냈는데, 그는 좌측 미드필더로 기술력과 넓은 시야로 명성이 자자했고, 구단의 사상 첫 라 리가 우승에 일조했다.
프란은 UEFA 유로 2000에 스페인 국가대표팀 일원으로 참가한 적이 있다.

## 클럽 경력
프란은 데포르티보 역사상 가장 큰 족적을 남긴 선수들 중 한 명으로, 갈리시아 지방 산타 우히아 데 리베이라 카레이라 출신으로, 1988년에 1군 선수단 일원으로 합류해 1991년 8월 31일에 1-2로 패한 발렌시아와의 원정 경기에서 라 리가 신고식을 치렀다. 즉시 주전 지위를 확보한 그는 처음 5시즌을 통틀어 단 8번의 리그 경기만을 결장하였고, 24번 골망을 갈랐으며, 주장 완장의 주인까지 되었다.
1995-96 시즌 여름, 레알 마드리드는 프란 영입에 접근하였는데, 프란 본인의 주장으로는 앞서 1992년에 데포르티보와의 계약을 연장한 지 얼마 지나지 않아 제한을 받아 가계약을 맺기로 합의를 보았다고 언급한 바 있다. 그러나, 그는 이적하는 것에 후회하고, 결국 이적하지 않았다. 1999-2000 시즌, 데포르가 사상 처음으로 리그 정상에 올라선 해에 프란은 부상으로 22경기 출장에 그쳤지만, 2000년 3월 12일에 2-0으로 이긴 발렌시아와의 안방 경기에서 득점을 올려 데포르에 힘을 보탰다.
프란은 2004-05 시즌을 끝으로 현역에서 은퇴하였는데, 그는 그 때까지 17년을 리아소르에서 활동하였는데, 이 중 14년을 1부 리그에서 활동하였고, 동시에 마우루 시우바도 2005년 5월 22일에 0-3으로 패한 마요르카와의 안방 경기에서 은퇴식을 치렀다. 그는 모든 공식 대회를 통틀어 600경기 이상을 출전하였다.
2008년, 프란은 전 구단 동료였던 자우밍야, 도나토, 누레딘 나이베트, 그리고 자크 송오와 함께 데포르티보의 실내축구 선수로 복귀했다.

## 국가대표팀 경력
1993년 1월 27일, 프란은 라스 팔마스에서 열린 멕시코와의 친선경기에서 스페인 국가대표팀 경기에 처음으로 출전하였고, 경기는 1-1 무승부로 끝났다. 그는 국가대표팀 경기에 총 16번을 출전하였고, UEFA 유로 2000에 참가했는데, 여기서 4-3으로 이긴 유고슬라비아와의 조별 리그 경기에서 마지막 국가대표팀 경기를 치렀다.
2016년 4월, 프란은 미첼 살가도와 더불어 갈리시아 대표팀 감독이 되었다.

### 국가대표팀 득점 기록
| #  | 날짜            | 경기장                      | 상대       | 점수 | 결과 | 대회                  |
| -- | --------------- | --------------------------- | ---------- | ---- | ---- | --------------------- |
| 1. | 1999년 3월 27일 | 스페인 발렌시아 메스타야    | 오스트리아 | 9–0  | 9–0  | UEFA 유로 2000 예선전 |
| 2. | 1999년 3월 31일 | 산 마리노 세라발레 올림피코 | 산마리노   | 1–0  | 6–0  | UEFA 유로 2000 예선전 |

## 사생활
프란의 형 호세 라몬 또한 축구 선수이며 미드필더이다. 호세 라몬도 데포르티보에서 몇 시즌을 보냈지만, 프란에 비해 영향력은 적은 편이었다.

## 수상
데포르티보
- 라 리가: 1999–2000
- 코파 델 레이: 1994–95,[13] 2001–02
- 수페르코파 데 에스파냐: 1995, 2000, 2002

## 같이 보기
- 원클럽맨 명단